# Gunnison Gorge Wilderness
Pour les articles homonymes, voir Gunnison.
La Gunnison Gorge Wilderness est une aire protégée américaine située dans les comtés de Delta et Montrose, au Colorado. Cette Wilderness Area relevant du Bureau of Land Management s'étend sur 72,0 km2 au sein de la plus vaste Gunnison Gorge National Conservation Area.